# Tono (Litoral)
Tono ist ein Ort im Norden der Provinz Litoral in Äquatorialguinea.

## Geographie
Der Ort liegt im Hinterland an einer Seitenstraße zwischen Mindyiminvé im Norden und Acocnfang im Süden.

## Klima
Nach dem Köppen-Geiger-System zeichnet sich Tono durch ein tropisches Klima mit der Kurzbezeichnung Am aus.